# جوزيف ستراوس
جوزيف ستراوس (بالإنجليزية: Joseph Strauss)‏ هو ضابط أمريكي، ولد في 16 نوفمبر 1861 في مونت موريس في الولايات المتحدة، وتوفي في 30 ديسمبر 1948.